# Le ragazze anelano alla landa selvaggia
Le ragazze anelano alla landa selvaggia (少女たちは荒野を目指す?, Shōjotachi wa kōya o mezasu), anche nota come Shokomeza (しょこめざ?), è una visual novel giapponese sviluppata dalla Minato Soft e pubblicata per Microsoft Windows il 25 marzo 2016. Un adattamento anime, prodotto dallo studio Project No.9 ed acquistato in Italia dalla Yamato Video, è stato trasmesso in Giappone tra il 7 gennaio e il 24 marzo 2016. Un adattamento manga ha iniziato la serializzazione sul Dengeki G's Comic della ASCII Media Works il 29 febbraio 2016.

## Modalità di gioco
Il videogioco è una visual novel romantica, in cui il giocatore dovrà assumere il ruolo di Buntarō Hōjō trascorrendo la maggior parte del gameplay a leggere la storia e i dialoghi. Il testo è accompagnato dagli sprite dei personaggi, che posti sulle immagini di sfondo, rappresentano le persone a cui Buntarō rivolge la parola. Il gioco, in alcune parti della storia, offre anche alcune immagini in computer grafica, che sostituiscono le immagini di sfondo e gli sprite.
La trama non è lineare, bensì esistono quattro linee narrative, ognuna delle quali può essere sperimentata dal giocatore in compagnia di un'eroina diversa. Nel corso del gameplay ci sono momenti in cui, infatti, lo scorrimento del testo si ferma e vengono offerte varie opzioni, alcune delle quali possono far terminare il gioco prematuramente. Per scoprire il contenuto di tutte le linee narrative, è necessario rigiocare la storia più volte, provando tutte le combinazioni di scelte possibili.

## Personaggi
Buntarō Hōjō (北条 文太郎?, Hōjō Buntarō)
Doppiato da: Seiichirō Yamashita
Sayuki Kuroda (黒田 砂雪?, Kuroda Sayuki)
Doppiata da: Haruka Chisuga
Yūka Kobayakawa (小早川 夕夏?, Kobayakawa Yūka)
Doppiata da: Kana Hanazawa
Teruha Andō (安東 テルハ?, Andō Teruha)
Doppiata da: Satomi Akesaka
Uguisu Yūki (結城 うぐいす?, Yūki Uguisu)
Doppiata da: Satomi Satō
Atomu Kai (甲斐 亜登夢?, Kai Atomu)
Doppiato da: Toshiyuki Toyonaga

## Media

### Videogioco
La visual novel, prodotta e sviluppata dalla Minato Soft sotto la direzione di Takahiro, è stata messa in vendita per Microsoft Windows il 25 marzo 2016. La sceneggiatura è stata scritta da Romeo Tanaka, mentre il character design è stato sviluppato da Matsuryū. Una versione di prova è stata pubblicata il 23 ottobre 2015. La sigla di apertura è Master Up, interpretata dalle doppiatrici Haruka Chisuga, Kana Hanazawa, Satomi Satō e Satomi Akesaka.

### Anime
L'adattamento anime è stato annunciato insieme alla pubblicazione della versione di prova della visual novel il 23 ottobre 2015. La serie televisiva, prodotta dallo studio Project No.9 e diretta da Takuya Satō, è andata in onda dal 7 gennaio al 24 marzo 2016. Un episodio OAV è stato pubblicato insieme all'"edizione anime" del videogioco il 25 marzo 2016. Le sigle di apertura e chiusura sono rispettivamente Wastelanders di Sayaka Sasaki e Sekai wa kyō mo atarashii (世界は今日もあたらしい? lett. "Il mondo è nuovo anche oggi") di Haruka Chisuga, Kana Hanazawa, Satomi Akesaka e Satomi Satō.
In Italia la serie è stata resa disponibile su Popcorn TV e trasmessa su Man-ga dalla Yamato Video, mentre in America del Nord i diritti sono stati acquistati dalla Sentai Filmworks per Anime Network e Hulu. In Australia e Nuova Zelanda, invece, gli episodi sono stati trasmessi in streaming, in contemporanea col Giappone, dalla Madman Entertainment su AnimeLab.

#### Episodi
| Nº | Titolo italiano Giapponese 「Kanji」 - Rōmaji                                                                                     | In onda          | In onda           |
| Nº | Titolo italiano Giapponese 「Kanji」 - Rōmaji                                                                                     | Giapponese       | Italiano          |
| 1  | La ragazza che rincorreva il suo sogno 「夢を追う少女」 - Yume o ou shōjo                                                         | 7 gennaio 2016   | 8 settembre 2016  |
| 2  | Anche questa è un'acerba primavera 「これもひとつの青い春」 - Kore mo hitotsu no aoi haru                                         | 14 gennaio 2016  | 15 settembre 2016 |
| 3  | Abbiamo iniziato 「はじめてなんだ」 - Hajimete nan da                                                                             | 21 gennaio 2016  | 22 settembre 2016 |
| 4  | La melodia dell'egoismo e della sottrazione 「わがままと引き算のメロディ」 - Wagamama to hikizan no merodi                        | 28 gennaio 2016  | 29 settembre 2016 |
| 5  | Quel che puoi scorgere nella tempesta 「嵐の中で見えるのは」 - Arashi no naka de mieru no wa                                      | 4 febbraio 2016  | 6 ottobre 2016    |
| 6  | Allora è questo il famoso episodio fanservice 「これがいわゆるサービス回というものね」 - Kore ga iwayuru sābisu-kai to iu mono ne | 11 febbraio 2016 | 13 ottobre 2016   |
| 7  | Una te stessa diversa dal solito 「いつもと同じ、違うキミ」 - Itsumo to onaji, chigau kimi                                        | 18 febbraio 2016 | 20 ottobre 2016   |
| 8  | Un'estate da rinchiuso 「閉じ込められて、夏」 - Tojikomerarete, natsu                                                             | 25 febbraio 2016 | 27 ottobre 2016   |
| 9  | Perché mi piaci 「好きだから」 - Suki dakara                                                                                      | 3 marzo 2016     | 3 novembre 2016   |
| 10 | L'arrivo del tifone 「タイフーン襲来」 - Taifūn shūrai                                                                            | 10 marzo 2016    | 10 novembre 2016  |
| 11 | Questo potrebbe essere l'inizio 「これが始まりかもしれない」 - Kore ga hajimari kamoshirenai                                      | 17 marzo 2016    | 17 novembre 2016  |
| 12 | Le ragazze anelano alla landa selvaggia 「少女たちは荒野を目指す」 - Shōjotachi wa kōya o mezasu                                  | 24 marzo 2016    | 24 novembre 2016  |